# Psylliodes dulcamarae
Psylliodes dulcamarae är en skalbaggsart som först beskrevs av Koch 1803.  Psylliodes dulcamarae ingår i släktet Psylliodes, och familjen bladbaggar. Arten är reproducerande i Sverige.